# خوان مونتس
خوان مونتس (انگلیسی: Juan Montes؛ زادهٔ ۴ ژوئن ۱۹۴۷) بازیکن فوتبال اهل آرژانتین است.
از باشگاه‌هایی که در آن بازی کرده‌است می‌توان به باشگاه فوتبال گیانینا اشاره کرد.